# ХК БИК Карлскога
БИК Карлскога (швед. BIK Karlskoga) професионални је шведски клуб хокеја на леду из града Карлскоге. Тренутно се такмичи у HockeyAllsvenskan лиги, другом рангу професионалног клупског такмичења у Шведској. 
Утакмице на домаћем терену клуб игра на леду Нобелхален дворане капацитета 5.600 места. Боје клуба су плава и бела.
Клуб је основан 1943. године, а двадесет година касније клуб се ујединио са екипом ИФК Бофорс и све до 2012. деловао је под именом ИК Бофорс. Иако је екипа у два наврата играла квалификације за пласман у елитну лигу, клуб никада није заиграо у најјачој лиги Шведске.

## Култни играчи
Статус култног играча клуба има Бенгт Оке Густафсон чији дрес са бројем 16 је повучен из званичне употребе. 
- #16  Бенгт Оке Густафсон (Н)